# Христина Данська
Христина Данська (дан. Kirstine Bjørnsdatter, швед. Kristina Björnsdotter; прибл. 1120/25 – прибл. 1160/70) - королева Швеції як дружина короля Еріка «IX» (правління 1156–1160) і мати короля Швеції Канута I.

## Життєпис
Згідно з сагою Knýtlinga, Христина була дочкою Бьорна Харальдсена Айронсайда, сина данського принца Харальда Кесі, та його дружини, шведської принцеси Катаріни Інгесдоттер, дочки короля Швеції Інге I. Підраховано, що вона народилася не раніше 1122 р., що збігається з приблизною датою народження її майбутнього чоловіка Еріка (бл. 1120–1125). Вона залишилася без батька в 1134 році, коли її батько принц Бьорн був убитий за наказом свого дядька, короля Данії Еріка II. Її єдиний порятований близький родич, брат Бьорна Олуф Харальдсен, звернувся за допомогою до Швеції і зміг стати королем у Сконе в 1140–1143 роках.
Приблизно в той же час Христина вийшла заміж у Швеції з чоловіком некоролівського походження, Еріка Єдвардссона, пізніше відомого як Ерік Святий. Він, ймовірно, походив з провінції Вестерґетланд, яка межувала з Данією. Оскільки їх син Канут був заручений до 1160 року, шлюб Христини та Еріка, ймовірно, відбувся на початку 1140-х років. Шлюб дав Еріку можливість претендувати на шведський престол; Дім Стенкілів, до якого Христина належала зі сторони матері, вимер по чоловічій лінії в 1120-х роках. Новий король Сверкер I не мав королівських предків. Згідно з пізнішою традицією, Ерік отримав королівські титули в 1150 році. Через шість років він став королем після вбивства Сверкера, а Христина стала королевою Швеції. Її володарювання, ймовірно, тривало чотири роки, з 1156 по 1160 рік.

### Королева
Королева Христина стала відомою своїм конфліктом з абатством Варнем у Вестерґетланді. Вона сперечалася з ченцями про право власності на землю, на якій був заснований монастир, оскільки вважала її спадщиною за своєю родичкою, пані Сігрід. Вважається, що вона переслідувала ченців: літопис звинувачує її в тому, що вона посилала жінок у монастир танцювати голими перед ченцями. Це змусило ченців покинути країну і шукати притулку в Данії, де вони заснували абатство Вітскьоль (1158), через конфлікт, за який Папа мав намір відлучити її від церкви. Однак після цього Христина та Ерік стали все більш прихильними до варнемських ченців, які змогли повернутися та реорганізувати чернече життя.

### Пізніше життя
Відсутня явна згадка про королеву Христину після подій бл. 1158. Якщо вона була ще жива, то овдовіла під час вбивства короля біля собору в Упсалі 1160 року. Її син та його послідовники, можливо, втекли з Христиною, маючи короновану голову її чоловіка. Можливо, наступні роки вона провела в Данії, де правив її родич Вальдемар Великий.
У 1167 році її син став королем як Канут I. Він пропагував шанування Еріка як святого. Вважалося, що вдова королева Христина померла на початку правління Канута, близько 1170 року, але насправді невідома ні дата її народження, ні смерті.

## Діти
1. Канут I Швеції, король Швеції 1167–1196.
2. Філіп Еріксон
3. Катаріна Еріксдоттер, одружена з Нільсом Блейком.
4. Маргарета Еріксдоттер, вийшла заміж у 1185 році Сверіра I Норвезького, померла в 1202 році.